# Heliostola
Heliostola  (лат.) — подрод травяных листоедов подсемейства хризомелин, семейства листоедов.

## Описание
Жуки тёмной окраски с металлическим блеском. Низ лапок в волосках. Питаются на сложноцветных. В кариотипе 20 пар хромосом.

## Классификация
В состав рода включают пять видов
- Chrysolina carpathica (Fuss, 1856)
- Chrysolina katonica Lopatin, 1988
- Chrysolina lichenis (Richter, 1820)
- Chrysolina schewyrewi (Jacobson, 1895)
- Chrysolina schneideri (Weise, 1882)

## Распространение
Представители подрода встречаются в Европе, Сибири и Казахстане